# Etelä-Lanstu
Etelä-Lanstu är en ö i Konnevesisjön i Finland. Den ligger i sjön Konnevesi och i kommunen Konnevesi i den ekonomiska regionen  Äänekoski  och landskapet Mellersta Finland, i den centrala delen av landet, 280 km norr om huvudstaden Helsingfors. Öns area är 9,3 hektar och dess största längd är 0,7 kilometer i sydväst-nordöstlig riktning.  Ön hör till Södra Konnevesi nationalpark.